# Reacción de Jarisch-Herxheimer
La reacción de Jarisch-Herxheimer, también conocida como reacción de Herxheimer o simplemente Herx, es una reacción febril aguda que ocurre tras la administración de antimicrobianos en diversas enfermedades espiroquetales. Ocurre durante las primeras 24 horas posteriores al inicio del tratamiento y está acompañada de síntomas como hipotensión, escalofríos, diaforesis, cefalea, náuseas, mialgias y exacerbación de las lesiones cutáneas.
Se cree que esta reacción es secundaria a la destrucción de las espiroquetas. Por lo tanto, se ha propuesto que la liberación de lipoproteínas, citoquinas y complejos inmunes, tras el tratamiento, es la causa de la reacción de Jarisch-Herxheimer. Asimismo, se cree que la activación de la tormenta de citoquinas puede tener un papel fundamental en su patogénesis. Entre las sustancias implicadas se encuentran el factor de necrosis tumoral, la interleucina-6 y la interleucina-8.
Se presenta en diversas enfermedades como sífilis, enfermedad de Lyme, fiebre reincidente, leptospirosis y pian. La reacción fue descrita por vez primera en 1895 por Jarisch, quien observó este fenómeno en pacientes tratados con pomada mercurial. Tres años después, Jadassonhn confirmó estos hallazgos y, en 1910, Finger identificó la reacción con el uso de salvarsán. La concepción del fenómeno fue elaborada en 1902 por Herxheimer y Krause.
Durante el tratamiento se puede administrar entre 50 y 100 miligramos de prednisona vía intravenosa.